# Méndez Álvaro metróállomás
Méndez Álvaro metróállomás Spanyolország fővárosában, Madridban a madridi metró 6-os vonalán.

## Metróvonalak
Az állomást az alábbi metróvonalak érintik:
- 6-os metróvonal

## Kapcsolódó állomások
A metróállomáshoz az alábbi állomások vannak a legközelebb:
- Arganzuela-Planetario (Laguna, 6-os metróvonal, külső hurok)
- Pacífico (Laguna, 6-os metróvonal, belső hurok)